# Metropolia Cosenza-Bisignano
Metropolia Cosenza-Bisignano – jedna z 40 metropolii Kościoła Rzymskokatolickiego we Włoszech. Została erygowana 30 stycznia 2001.

## Diecezje
- Archidiecezja Cosenzy-Bisignano
  - Diecezja Cassano all’Jonio
  - Archidiecezja Rossano-Cariati
  - Diecezja San Marco Argentano-Scalea